# Kyrö skans

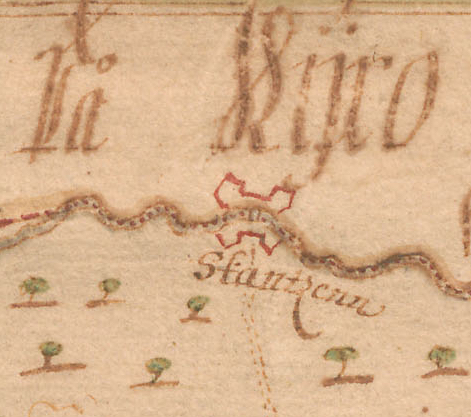
Utdrag från kartan över Tavastkyros administration med avgränsning för Kyrö skans. Kartan ritades av Hans Hansson, en permanent lantmätare från Åbo och Björneborgs län runt 1650. Nationalarkivet, National Board of Survey Maps, MH 13.

Kyrö skans (med gammal stavning Kyrö-Skantz, även kallad Karvia skans) var en befästning i nuvarande Karvia kommun som uppfördes 1630 på gränsen mellan Egentliga Finland och Österbotten för att försvara Egentliga Finland mot eventuella bondeuppror från Österbotten.  

## Historia

Karvias vapen med den femkantiga skansen.

Redan på 1500-talet utkämpades strider i detta område eftersom vägen från Österbotten till Egentliga Finland gick här. Bland annat streds här under Klubbekriget, 30-åriga kriget, samt krigen mellan Sverige och Ryssland. Det finns även ett annat försvarsverk i området, som kallas för Mäki-Kantin aitta (Kullkantens bod) från år 1769, och som befinner sig cirka 8 km från Karvias centrum i riktning mor Honkajoki. 
Skansens historia sträcker sig tillbaka ända till 1500-talet, när marskalk Clas Fleming anlände med sina ryttare och började bygga en landbefästning bredvid Kyrökangasvägen, på order av kung Sigismund. Denna väg fungerade som den enda förbindelsevägen mellan Finland och Österbotten. Med "Finland" menas dagens Egentliga Finland, som då var i svensk besittning.
Befästningen, Kyrö skans, uppfördes som skydd mot Österbottniska bondeuppror. Till befästningen hörde två kanonbatterier samt skyttegravar. I kommunen Karvias vapen kan man se en femkantig figur som föreställer skansen. I skansens väggar kan man även hitta kulhål som tillkommit när man ställde in sina sikten.
På 1630-talet grundade major Georg Svinhufvud en särskild garnison här, som hade till uppdrag att fånga in och kvarhålla fanflyktingar, samt att upprätthålla den allmänna ordningen. Skansen togs ur bruk 1660, varefter den användes som häststall och soldaterna flyttades bort.
När den svenska armén drog sig tillbaka mot norr 1808 passerades Karvia på båda sidorna, men på sommaren använde ryssarna Kyrö skans som härbärge. Manstyrkan vid skansen var omkring 200 som mest. Under någon tid tjänade även en präst på skansen. På 1650-talet byggdes ett gästgiveri i anslutning till skansen, där kunde befästningens soldater få i sig drycker efter sina tunga dagar.